# Skateaway
"Skateaway" – utwór zespołu Dire Straits z albumu Making Movies wydany jako singiel w 1981.